# پاهاره
پاهاره (ارمنی: Պահարե؛  ۱۵ فوریهٔ ۱۸۹۵ – ۱ نوامبر ۱۹۶۸) یک بازیگر و شاعر اهل ارمنستان بود.

## زندگی‌نامه
پاهاره با نام اصلی هایک ستراکی پتروسیان (ارمنی: Հայկ Սեդրակի Պետրոսյան) در نور بایزید به دنیا آمد و در مدرسه نرسیسیان تحصیل نمود. وی بین سال‌های ۱۹۲۵ تا ۱۹۴۴ میلادی فعالیت می‌کرد. وی از سال ۱۹۳۴ عضو اتحادیه نویسندگان اتحادیه شوروی بود. عنوان هنرمند افتخاری گرجستان شوروی در سال ۱۹۴۳ به وی اعطا گردید.